# Роки V
„Роки V“ (на английски: Rocky V) е американска спортна драма от 1990 г. на режисьора Джон Авилдсън по сценарий на Силвестър Сталоун. Той е продължение на „Роки IV“ (1985) и е петият филм от поредицата „Роки“. Във филма участват Силвестър Сталоун, Талия Шайър, Бърт Йънг, Сейдж Сталоун, Томи Морисън и Бърджис Мередит.

## Филми от поредицата за „Роки“
Поредицата „Роки“ включва 9 филма:
- „Роки“ (1976)
- „Роки II“ (1979)
- „Роки III“ (1982)
- „Роки IV“ (1985)
- „Роки V“ (1990)
- „Роки Балбоа“ (2006)
- „Крийд: Сърце на шампион“ (2015)
- „Крийд 2“ (2018)
- „Крийд 3“ (2023)